# Come l'acqua che spezza la polvere
Come l'acqua che spezza la polvere (Hot Milk) è un romanzo del 2016 della scrittrice britannica Deborah Levy.
Il romanzo è stato accolto positivamente dalla critica ed è stato finalista per il Man Booker Prize. Inoltre, è stato tradotto in oltre una dozzina di lingue.

## Trama
Sofia Papastergadis è una venticinquenne inglese che ha dovuto abbandonare il suo dottorato in antropologia per prendersi cura della madre Rose, affetta da una serie di disturbi alle gambe. Alla perenne ricerca di nuove cure, Rose si reca ad Almería con la figlia per incontrare l'eccentrico dottor Gómez. Mentre il medico sottopone Rose a una serie di esami e a una nuova terapia, Sofia sperimenta finalmente un po' di libertà, anche grazie all'incontro con la sarta tedesca Ingrid Bauer. Pur essendo fidanzata con Matthew (che a sua volta intrattiene una relazione segreta con Julieta, la figlia del dottor Gómez), Ingrid diventa l'amante di Sofia, che comincia quindi a vivere più consapevolmente la propria vita. La nuova libertà la rende più autonoma e meno paziente con la madre, tanto che all'improvviso Sofia decide di andare in visita dal padre in Grecia.
Sofia era stata cresciuta dalla sola Rose dopo che il padre Christos aveva abbandonato la famiglia per tornare in Grecia, dove aveva ereditato la fortuna paterna e si era risposato con una donna di quarant'anni più giovane, da cui ha avuto recentemente una figlia. Dopo undici anni senza contatti con Christos, Sofia si reca ad Atene per trascorrere del tempo con il padre e la sua nuova famiglia. Tuttavia, l'esperienza di Sofia con il padre è deludente: Christos è preso dalla nuova famiglia, non vuole rivangare il passato e non ha interesse nel costruire un rapporto con la figlia.
Di ritorno ad Almería, Sofia riprende la relazione con Ingrid, che non è tuttavia priva di tensioni. Il dottor Gómez inoltre la informa che Rose ha presentato un esposto contro di lui perché insoddisfatta dai suoi metodi e che ha deciso di optare per l'amputazione dei piedi una volta tornata in Inghilterra. Gómez, che non sembra convinto della natura fisica dei malanni di Rose, ammette di non poter fare niente per la donna e rimborsa gran parte del suo onorario. Qualche giorno dopo Sofia, dopo un'escursione, vede la madre camminare spedita lungo la spiaggia e si rende conto che Rose non è affatto invalida quanto afferma; la sera stessa invita la madre a fare un giro in macchina e, dopo averla fatta scendere per ammirare il tramonto, la abbandona in mezzo alla strada.

## Adattamento cinematografico
Nel 2025  Rebecca Lenkiewicz ha scritto e diretto un adattamento cinematografico con Emma Mackey e Fiona Shaw, presentato in anteprima mondiale alla 75ª edizione del Festival internazionale del cinema di Berlino.

## Edizioni
- Come l'acqua che spezza la polvere, traduzione di Stefania Cherchi, Milano, Garzanti, 2018, ISBN 978-88-11-67649-2.